# Niña Pastori
Niña Pastori, pseudonimo di María Rosa García García (San Fernando, 15 gennaio 1978), è una cantante spagnola di flamenco.

## Biografia
È la figlia della cantante di flamenco, Inés "la del Pelao"  ed è stato fortemente influenzata da Camarón de la Isla. Ha pubblicato il suo primo album grazie a Alejandro Sanz.

## Discografia
- Entre dos puertos, 1996
- Eres luz, 1998
- Cañaílla, 2000
- María, 2002
- No hay quinto malo, 2005
- Joyas prestadas, 2006
- Joyas propias, 2007
- Esperando verte, 2009
- La orilla de mi pelo, 2011
- Raiz (insieme a Lila Downs e Soledad Pastorutti), 2014